# Список замков Англии
Представленный ниже список замков в Англии не содержит все строения, в названии которых есть слово «замок», или которые соответствуют строгому определению замка как средневековой укреплённой резиденции. В авторитетном указателе замков в Англии и Уэльсе «Castellarium Anglicanum», опубликованном в 1983 году, перечислено более 1500 замков в Англии. Это не список всех замков, когда-либо построенных в Англии, многие из которых бесследно исчезли, а в первую очередь список зданий различной степени сохранности. Полностью исчезнувшие замки или те замки, от которых остались едва заметные руины, в списке не отражены (за некоторым исключением).

## Бакингемшир
| Название                               | Тип                 | Дата постройки | Состояние | Изображение | Владение/ Доступ | Примечания                                                                                    |
| -------------------------------------- | ------------------- | -------------- | --------- | ----------- | ---------------- | --------------------------------------------------------------------------------------------- |
| Башня Борстолл (англ. Boarstall Tower) | укреплённая усадьба | ок. 1312       | фрагмент  |             | ENT !            | Был окружён рвом, сохранился торхаус; перестроен в XVI—XVII веках, переделан в дом в XX веке. |

## Бедфордшир
| Название                              | Тип                 | Дата постройки | Состояние           | Изображение | Владение/ Доступ | Примечания                                                       |
| ------------------------------------- | ------------------- | -------------- | ------------------- | ----------- | ---------------- | ---------------------------------------------------------------- |
| Замок Сомерис (англ. Someries Castle) | укреплённая усадьба | XV в.          | фрагментарные руины |             | HC !             | Сохранились кирпичные недостроенные торхаус и часовня; в руинах. |

## Беркшир
| Название                                   | Тип            | Дата постройки | Состояние    | Изображение | Владение/ Доступ   | Примечания                                                                                         |
| ------------------------------------------ | -------------- | -------------- | ------------ | ----------- | ------------------ | -------------------------------------------------------------------------------------------------- |
| Замок Доннингтон (англ. Donnington Castle) | замок          | ок. 1386       | фрагмент     |             | EH !               | Построен Ричардом Аббенбаром Старшим, уничтожен во время Английской революции, сохранился торхаус. |
| Виндзор (англ. Windsor Castle)             | донжон и бейли | XII—XIX вв.    | не повреждён |             | королевский дворец | Отреставрирован и расширен Джеймсом Уайеттом и Джеффри Уайетвиллем в 1800—1830 годах.              |

## Большой Лондон
| Название                                        | Тип                   | Дата постройки | Состояние    | Изображение | Владение/ Доступ       | Примечания                                                                                    |
| ----------------------------------------------- | --------------------- | -------------- | ------------ | ----------- | ---------------------- | --------------------------------------------------------------------------------------------- |
| Тауэр (англ. Tower of London)                   | концентрический замок | XI—XIII вв.    | не повреждён |             | Historic Royal Palaces | Белая башня построена прибл. в 1077—1100 годах, куртина добавлена в XIII веке, рабочая герса. |
| Манор Фарм, Руислип (англ. Manor Farm, Ruislip) | мотт и бейли          | XIII в.        | руины        |             | доступ открыт          |                                                                                               |

## Большой Манчестер
- Не сохранившиеся замки: Манчестерский замок (англ. Manchester Castle)[2]

| Название                               | Тип             | Дата постройки | Состояние | Изображение | Владение/ Доступ | Примечания                                            |
| -------------------------------------- | --------------- | -------------- | --------- | ----------- | ---------------- | ----------------------------------------------------- |
| Башня Рэдклифф (англ. Radcliffe Tower) | рыцарская башня | 1403           | фрагмент  |             | местные власти   | Разрушенная башня ранее примыкала к деревянному дому. |

## Бристоль
- Не сохранившиеся замки: Бристольский замок (англ. Bristol Castle)[2]

## Вустершир
| Название                                  | Тип                 | Дата постройки | Состояние    | Изображение | Владение/ Доступ      | Примечания |
| ----------------------------------------- | ------------------- | -------------- | ------------ | ----------- | --------------------- | --- |
| Замок Колдуэлл (англ. Caldwall Castle)    | укреплённая усадьба | XV—XVI вв.     | фрагмент     |             | частная собственность | Единственная уцелевшая башня в Киддерминстере.                                                                                           |
| Замок Хартлбери (англ. Hartlebury Castle) | укреплённая усадьба | XV в.          | перестроен   |             | Церковь Англии        | Остатки замка XV века включены в более поздние строения; резиденция епископа Вустера до 2007 года, сейчас дома музей графства Вустершир. |
| Замок Холт (англ. Holt Castle)            | замок               | XIV—XIX вв.    | не повреждён |             | свадебная площадка    | Средневековая башня включена в более поздние постройки.                                                                                  |
| Замок Вустер (англ. Worcester Castle)     | замок               | XIII—XIV вв.   | фрагмент     |             | Церковь Англии        | Башня Эдгара, ныне вход в Колледж Грин, включает остатки торхауса замка.                                                                 |

## Глостершир
| Название                                  | Тип                   | Дата постройки | Состояние                | Изображение | Владение/ Доступ | Примечания                                                                      |
| ----------------------------------------- | --------------------- | -------------- | ------------------------ | ----------- | ---------------- | ------------------------------------------------------------------------------- |
| Замок Беркли (англ. Berkeley Castle)      | донжон и бейли        | XII—XIV вв.    | не повреждён             |             | HH !             | Практически не менялся до 1920-х годов, когда 8-й граф Беркли обновил интерьер. |
| Замок Беверстон (англ. Beverstone Castle) | пятиугольный замок    | XIII—XV вв.    | руины                    |             | NGS              | В XVII веке внутри руин построен дом.                                           |
| Замок Бравел (англ. St Briavel’s Castle)  | донжон и бейли        | XIII в.        | обитаем                  |             | EH !             | Youth hostel.                                                                   |
| Замок Садли (англ. Sudeley Castle)        | четырёхугольный замок | XV в.          | перестроен               |             | HH !             | Перестроен как загородный дом в XIX веке.                                       |
| Замок Торнбери (англ. Thornbury Castle)   | укреплённая усадьба   | ок. 1511       | практически не повреждён |             | отель            | Перестроен в XIX веке.                                                          |

## Гэмпшир
| Название                                     | Тип                          | Дата постройки | Состояние                | Изображение | Владение/ Доступ      | Примечания                                                                     |
| -------------------------------------------- | ---------------------------- | -------------- | ------------------------ | ----------- | --------------------- | ------------------------------------------------------------------------------ |
| Замок Бьюли (англ. Beaulieu Palace House)    | Дворцово-замковая резиденция | XIII в.        | Отреставрирован          |             | NGS                   | Перестроен в XIX веке в неоготическом стиле, остаётся в частной собственности. |
| Замок Кэлшот (англ. Calshot Castle)          | артиллерийский форт          | XVI в.         | практически не повреждён |             | EH !                  | Перестроен в XVIII—XX веках, использовался до 1961 года.                       |
| Замок Хёрст (англ. Hurst Castle)             | артиллерийский форт          | XVI в.         | практически не повреждён |             | EH !                  | Отремонтирован и переоборудован в XIX веке.                                    |
| Замок Нетли (англ. Netley Castle)            | артиллерийский форт          | XVI—XIX вв.    | перестроен               |             | частная собственность | Реконструирован и расширен в 1885—1890 годах.                                  |
| Замок Одиам (англ. Odiham Castle)            | шелл-кип и бейли             | начало XIII в. | фрагментарные руины      |             | местные власти        | Построен королём Иоанном.                                                      |
| Замок Портчестер (англ. Portchester Castle)  | донжон и бейли               | XI—XII вв.     | обширные руины           |             | EH !                  | Построен внутри стен римского форта на Саксонском берегу.                      |
| Замок Саутгемптон (англ. Southampton Castle) | донжон и бейли               | XI—XIV вв.     | фрагменты                |             | HAL !                 | Сохранилась стена северного бейли.                                             |
| Замок Саутси (англ. Southsea Castle)         | артиллерийский форт          | XVI в.         | перестроен               |             | местные власти        | Перестраивался несколько раз.                                                  |
| Замок Уинчестер (англ. Winchester Castle)    | мотт и бейли                 | XI—XIII вв.    | фрагмент                 |             | местные власти        | Сохранился рыцарский зал, крыша перекрыта в 1873 году.                         |
| Замок Вулвси (англ. Wolvesey Castle)         | замок                        | XII в.         | руины                    |             | EH !                  | [ 26 ]                                                                         |

## Дарем
| Название                                 | Тип                     | Дата постройки | Состояние           | Изображение | Владение/ Доступ                | Примечания                                                                                               |
| ---------------------------------------- | ----------------------- | -------------- | ------------------- | ----------- | ------------------------------- | --- |
| Замок Окленд (англ. Auckland Castle)     | донжон и бейли          | XII—XVI вв.    | перестроен          |             | Церковь Англии                  | В основном сохранились фрагменты замка XVI века; резиденция епископа Дарема.                             |
| Замок Барнард (англ. Barnard Castle)     | донжон и бейли          | XI—XIV вв.     | руины               |             | EH !                            | [ 28 ]                                                                                                   |
| Замок Боуз (англ. Bowes Castle)          | донжон                  | XII в.         | фрагментарные руины |             | EH !                            | Сохранились руины донжона.                                                                               |
| Замок Брансепт (англ. Brancepeth Castle) | донжон и бейли          | XIV—XIX вв.    | реконструирован     |             | частная собственность           | Обширные средневековые постройки, в том числе пять башен, включены в реконструированное здание XIX века. |
| Замок Дарем (англ. Durham Castle)        | донжон и бейли          | XI—XIV вв.     | перестроен          |             | Даремский университет           | С прибл. 1072 года замок много раз перестраивался.                                                       |
| Замок Лэмтон (англ. Lambton Castle)      | нео-романтический замок | ок. 1820—1828  | не повреждён        |             | свадебная площадка / граф Дарем | Более поздние пристройки снесли после просадки почвы.                                                    |
| Замок Ламли (англ. Lumley Castle)        | четырёхугольный замок   | ок. 1392       | не повреждён        |             | отель / граф Скарборо           | Перестроен в прибл. 1580 году и 1721 году.                                                               |
| Башня Мортем (англ. Mortham Tower)       | укреплённая усадьба     | XIV—XVI вв.    | не повреждена       |             | частная собственность           | Башня XV века, ранее в Йоркшире.                                                                         |
| Замок Рэби (англ. Raby Castle)           | замок                   | XII—XIV вв.    | не повреждён        |             | барон Барнард                   | Перестроен в XVIII—XIX веках.                                                                            |
| Замок Скаргилл (англ. Scargill Castle)   | рыцарская башня         | XIII—XV вв.    | фрагмент            |             | частная собственность, ферма    | Среди хозяйственных построек.                                                                            |
| Замок Уолворт (англ. Walworth Castle)    | фальшивый замок         | ок. 1600       | восстановлен        |             | отель                           | Юго-западная башня и прилегающая стена предположительно средневековые.                                   |
| Замок Уиттон (англ. Witton Castle)       | замок                   | ок. 1410       | восстановлен        |             | место для отдыха                | Расширен в 1790—1795 годах. Используется как спортивный комплекс и место для стоянки домов-фургонов.     |

## Девон
| Название                                         | Тип                     | Дата постройки | Состояние           | Изображение | Владение/ Доступ      | Примечания                                                                             |
| ------------------------------------------------ | ----------------------- | -------------- | ------------------- | ----------- | --------------------- | -------------------------------------------------------------------------------------- |
| Замок Аффетон (англ. Affeton Castle)             | укреплённая усадьба     | XV в.          | фрагмент            |             | частная собственность | Сохранившийся торхаус разграблен во время Английской революции, перестроен в XIX веке. |
| Замок Берри Померой (англ. Berry Pomeroy Castle) | замок                   | XV в.          | руины               |             | EH !                  | Замок позднего периода, укреплён против артиллерийских атак.                           |
| Замок Бикли (англ. Bickleigh Castle)             | укреплённая усадьба     | XV в.          | восстановлен        |             | свадебная площадка    | Включён в более поздние постройки.                                                     |
| Замок Комптон (англ. Compton Castle)             | укреплённая усадьба     | XIV—XVI вв.    | восстановлен        |             | ENT !                 | После 1750 года использовался как ферма, восстановлен в XX веке.                       |
| Замок Дартмут (англ. Dartmouth Castle)           | замок                   | 1481           | восстановлен        |             | EH !                  | Преобразован в артиллерийский форт в 1509—1547 годах.                                  |
| Замок Дрого (англ. Drogo Castle)                 | нео-романтический замок | 1911—1930      | не повреждён        |             | ENT !                 | Архитектор Эдвин Лаченс.                                                               |
| Замок Гидли (англ. Gidleigh Castle)              | донжон                  | ок. 1300       | руины               |             | HC !                  | [ 45 ]                                                                                 |
| Замок Хемиок (англ. Hemyock Castle)              | замок                   | ок. 1380       | фрагментарные руины |             | частная собственность | [ 46 ]                                                                                 |
| Замок Кингсвер (англ. Kingswear Castle)          | артиллерийский форт     | 1491—1502      | не повреждён        |             | Landmark Trust        | [ 47 ]                                                                                 |
| Замок Лидфорд (англ. Lydford Castle)             | донжон и бейли          | XII—XIII вв.   | руины               |             | EH !                  | [ 48 ]                                                                                 |
| Замок Мариско (англ. Marisco Castle)             | донжон и бейли          | ок. 1243       | восстановлен        |             | ENT !                 | Восстановлен в 1643 году.                                                              |
| Замок Окхамптон (англ. Okehampton Castle)        | донжон и бейли          | XI—XIV вв.     | фрагментарные руины |             | EH !                  | [ 50 ]                                                                                 |
| Замок Плимптон (англ. Plympton Castle)           | мотт и бейли            | XII в.         | фрагментарные руины |             | HC !                  | [ 51 ]                                                                                 |
| Замок Паудерем (англ. Powderham Castle)          | укреплённая усадьба     | XIV—XVI вв.    | восстановлен        |             | граф Девон            | Реконструирован в XVIII—XIX веках.                                                     |
| Замок Ружмонт (англ. Rougemont Castle)           | замок                   | XI—XII вв.     | фрагменты           |             | свадебная площадка    | Средневековые фрагменты сохранились как часть более поздних построек.                  |
| Замок Салком (англ. Salcombe Castle)             | артиллерийский форт     | 1540-е         | руины               |             | HAL !                 | Укреплён в 1643—1645 годах.                                                            |
| Замок Тивертон (англ. Tiverton Castle)           | четырёхугольный замок   | XIV в.         | частично обитаем    |             | HH !                  | В пределах замка в XVI веке построена усадьба.                                         |
| Замок Тотнес (англ. Totnes Castle)               | шелл-кип                | XI—XIV вв.     | руины               |             | EH !                  | Хорошо сохранившаяся крепость на высоком кургане.                                      |
| Замок Уотермут (англ. Watermouth Castle)         | нео-романтический замок | 1825—1845      | не повреждён        |             | тематический парк     | [ 57 ]                                                                                 |

## Дербишир
- Не сохранившиеся замки: замок Даффилд (англ. Duffield Castle), замок Мелборн (англ. Melbourne Castle), замок Хорстон (англ. Horston Castle)[2]

| Название                               | Тип                 | Дата постройки | Состояние           | Изображение | Владение/ Доступ      | Примечания |
| -------------------------------------- | ------------------- | -------------- | ------------------- | ----------- | --------------------- | --- |
| Замок Болсовер (англ. Bolsover Castle) | замок               | XII—XVII вв.   | перестроен          |             | EH !                  | В XVII веке замок переделан в усадьбу.                                                                                         |
| Замок Коднор (англ. Codnor Castle)     | замок               | XIII—XIV вв.   | фрагментарные руины |             | HC !                  | [ 59 ] |
| Замок Элвастон (англ. Elvaston Castle) | дом в виде замка    | XVII—XIX вв.   | заброшен            |             | совет Дербишира       | Построен в 1633 году, реконструирован Джеймсом Уайеттом в XIX веке; в настоящее время на территории парка. Здание под угрозой. |
| Хэддон-холл (англ. Haddon Hall)        | укреплённая усадьба | XIV—XV вв.     | не повреждён        |             | HH !                  | Перестроен в XVI—XVII веках, отреставрирован в 1920-е годы.                                                                    |
| Замок Макворт (англ. Mackworth Castle) | укреплённая усадьба | XV в.          | фрагмент            |             | частная собственность | Полуразрушенный торхаус прилегает к ферме.                                                                                     |
| Замок Певерил (англ. Peveril Castle)   | донжон и бейли      | XI—XIV вв.     | руины               |             | EH !                  | Командная позиция. |
| Замок Рибер (англ. Riber Castle)       | фальшивый замок     | 1868           | руины               |             | частная собственность | Школа в 1892—1930 годах. |
| Замок Уингфилд (англ. Wingfield Manor) | укреплённая усадьба | XV в.          | руины               |             | EH !                  | Заброшен в XVIII веке. |

## Дорсет
| Название                                            | Тип                     | Дата постройки | Состояние           | Изображение | Владение/ Доступ      | Примечания |
| --------------------------------------------------- | ----------------------- | -------------- | ------------------- | ----------- | --------------------- | --- |
| Замок Браунси (англ. Brownsea Castle)               | дом в виде замка        | XVI—XIX вв.    | не повреждён        |             | ENT !                 | Включает часть форта Генриха XVI века.                                                                           |
| Замок Крайстчерч (англ. Christchurch Castle)        | мотт и бейли            | XII—XIV вв.    | фрагментарные руины |             | EH !                  | Сохранился холл-хаус, известный как Дом Констебля, с редким нормандским дымоходом.                               |
| Замок Корф (англ. Corfe Castle)                     | донжон и бейли          | XI—XIII вв.    | обширные руины      |             | ENT !                 | Осаждён и разграблен во время Английской революции.                                                              |
| Замок Лалворт (англ. Lulworth Castle)               | фальшивый замок         | ок. 1610       | восстановлен        |             | EH !                  | Охотничий домик, сгорел в 1929 году.                                                                             |
| Замок Пенсильвания (англ. Pennsylvania Castle)      | нео-романтический замок | 1800           | не повреждён        |             | частная собственность | На острове Портленд; построен по проекту Джеймса Уайетта для Джона Пенна, губернатора колониальной Пенсильвании. |
| Замок Портленд (англ. Portland Castle)              | артиллерийский форт     | 1539           | не повреждён        |             | EH !                  | Частная резиденция в 1816—1870 годах.                                                                            |
| Замок Руфус (англ. Rufus Castle)                    | замок                   | XV в.          | руины               |             | частная собственность | Также известен как замок Боу-энд-Эрроу («Лук и Стрела», англ. Bow and Arrow Castle).                             |
| Замок Сэндсфут (англ. Sandsfoot Castle)             | артиллерийский форт     | XVI в.         | руины               |             | Accessible open space | |
| (Старый) замок Шерборн (англ. Sherborne Old Castle) | донжон и бейли          | XII в.         | руины               |             | EH !                  | В XVI—XVII веках заменён домом, который стал известен как замок Шерборн.                                         |
| Замок Вудсфорд (англ. Woodsford Castle)             | укреплённая усадьба     | XIV в.         | обитаем             |             | Landmark Trust        | [ 74 ] |

## Ист-Райдинг-оф-Йоркшир
| Название                                   | Тип                   | Дата постройки | Состояние | Изображение | Владение/ Доступ             | Примечания                                                    |
| ------------------------------------------ | --------------------- | -------------- | --------- | ----------- | ---------------------------- | ------------------------------------------------------------- |
| Башня Пола Холма (англ. Paull Holme Tower) | рыцарская башня       | XV в.          | руины     |             | частная собственность        | Первоначально часть большого дома, без крыши.                 |
| Замок Скипси (англ. Skipsea Castle)        | мотт и бейли          | XI в.          | насыпь    |             | EH !                         | Хорошо сохранившаяся насыпь.                                  |
| Замок Рессл (англ. Wressle Castle)         | четырёхугольный замок | 1390           | руины     |             | частная собственность, ферма | Сохранилась южная часть замка, обитаем до пожара в 1796 году. |

## Ист-Сассекс
| Название                                     | Тип                   | Дата постройки | Состояние           | Изображение | Владение/ Доступ              | Примечания |
| -------------------------------------------- | --------------------- | -------------- | ------------------- | ----------- | ----------------------------- | --- |
| Замок Бодиам (англ. Bodiam Castle)           | четырёхугольный замок | ок. 1385       | руины               |             | ENT !                         | Широкий ров. |
| Замок Камбер (англ. Camber Castle)           | артиллерийский форт   | ок. 1540       | руины               |             | EH !                          | "Разобран" в 1642 году после того, как море отступило.                                                                                  |
| Замок Гастингс (англ. Hastings Castle)       | донжон и бейли        | XII в.         | фрагментарные руины |             | местные власти                | Разрушен до 1399 года. |
| Замок Херстмонсо (англ. Herstmonceux Castle) | укреплённая усадьба   | XV в.          | восстановлен        |             | Университет Куинс в Кингстоне | Кирпич, интерьер демонтирован в 1777 году, восстановлен в XX веке; бывшее здание Гринвичской обсерватории, ныне исследовательский центр |
| Замок Льюис (англ. Lewes Castle)             | донжон и бейли        | XII—XIV вв.    | руины               |             | EH !                          | Необычен наличием двух рвов. |
| Замок Певенси (англ. Pevensey Castle)        | донжон и бейли        | XII в.         | руины               |             | EH !                          | Замок построен в сохранившихся стенах римского каструма на Саксонском береге.                                                           |
| Замок Рай (англ. Rye Castle)                 | рыцарская башня       | ок. 1250       | не повреждена       |             | HM !                          | Первоначальное название — Баддингс-тауэр.                                                                                               |

## Камбрия
| Название                                          | Тип                     | Дата постройки | Состояние                | Изображение | Владение/ Доступ                | Примечания                                                                                       |
| ------------------------------------------------- | ----------------------- | -------------- | ------------------------ | ----------- | ------------------------------- | ------------------------------------------------------------------------------------------------ |
| Замок Эпплби (англ. Appleby Castle)               | донжон и бейли          | XII—XVII вв.   | восстановлен             |             | частная собственность           | В XVII веке восстановлен леди Анной Клиффорд.                                                    |
| Замок Арматуэйт (англ. Armathwaite Castle)        | рыцарская башня         | XV в.          | не повреждён             |             | частная собственность           | Встроен в более позднее здание.                                                                  |
| Башня Арнсайд (англ. Arnside Tower)               | рыцарская башня         | XV в.          | руины                    |             | частная собственность           | Отдельностоящая башня.                                                                           |
| Замок Аскертон (англ. Askerton Castle)            | замок                   | XIV—XVI вв.    | восстановлен             |             | частная собственность, ферма    | Перестроен Энтони Сальвином.                                                                     |
| Битем-холл (англ. Beetham Hall)                   | укреплённая усадьба     | XIV в.         | частично разрушен        |             | частная собственность           | [ 89 ]                                                                                           |
| Замок Бьюкасл (англ. Bewcastle Castle)            | замок                   | XIV—XV вв.     | фрагментарные руины      |             | HC !                            | На месте римского форта.                                                                         |
| Бленкау-холл (англ. Blencow Hall)                 | укреплённая усадьба     | XV—XVI вв.     | не повреждён             |             | дом отдыха                      | Перестроен в 1590 году.                                                                          |
| Брейтуэйт-холл (англ. Branthwaite Hall)           | башня                   | XIV—XV вв.     | не повреждён             |             | частная собственность           | С пристройками XVII века.                                                                        |
| Замок Бро (англ. Brough Castle)                   | донжон и бейли          | XI—XIV вв.     | руины                    |             | EH !                            | В 1659—1662 годах восстановлен леди Анной Клиффорд.                                              |
| Замок Бруэм (англ. Brougham Castle)               | донжон и бейли          | XIII—XIV вв.   | руины                    |             | EH !                            | В XVII веке переделан в загородное поместье леди Анной Клиффорд.                                 |
| Бруэм-холл (англ. Brougham Hall)                  | укреплённая усадьба     | XIII—XIX вв.   | руины                    |             | центр творчества                | Руины дома XIX века, в котором сохранились остатки более ранней постройки.                       |
| Башня Бротон (англ. Broughton Tower)              | башня                   | XIV в.         | не повреждена            |             | школа                           | Встроена в более позднее здание.                                                                 |
| Бёрнсайд-холл (англ. Burneside Hall)              | рыцарская башня         | XIV в.         | руины                    |             | частная собственность           | [ 97 ]                                                                                           |
| Замок Карлайл (англ. Carlisle Castle)             | донжон и бейли          | XII—XV вв.     | практически не повреждён |             | EH !                            | Переделан в бараки в XIX веке.                                                                   |
| Каттерлен-холл (англ. Catterlen Hall)             | рыцарская башня         | XV в.          | не повреждён             |             | частная собственность           | С более поздними пристройками.                                                                   |
| Клифтон-холл (англ. Clifton Hall)                 | башня                   | XVI в.         | практически не повреждён |             | EH !                            | Использовался как фермерский дом до 1973 года.                                                   |
| Замок Кокермут (англ. Cockermouth Castle)         | замок                   | XIII—XIV вв.   | частично восстановлен    |             | частная собственность           | Пристройки XIX века.                                                                             |
| Замок Корби (англ. Corby Castle)                  | рыцарская башня         | XIII в.        | перестроен               |             | частная собственность           | Встроен в георгианскую усадьбу.                                                                  |
| Замок Дакр (англ. Dacre Castle)                   | рыцарская башня         | XIV в.         | восстановлен             |             | частная собственность           | Восстановлен в XVII и XIX веках.                                                                 |
| Далстон-холл (англ. Dalston Hall)                 | укреплённая усадьба     | XV в.          | не повреждён             |             | отель                           | С более поздними пристройками.                                                                   |
| Замок Далтон (англ. Dalton Castle)                | башня                   | XIV в.         | восстановлен             |             | ENT !                           | Реконструирован прибл. в 1704 и 1856 гг.                                                         |
| Замок Драмбург (англ. Drumburgh Castle)           | рыцарская башня         | XIV в.         | обитаем                  |             | частная собственность           | Переделан в фермерский дом.                                                                      |
| Замок Эгремонт (англ. Egremont Castle)            | замок                   | XII—XIII вв.   | руины                    |             | HC !                            | [ 107 ]                                                                                          |
| Замок Глистон (англ. Gleaston Castle)             | замок                   | XIV в.         | фрагментарные руины      |             | частная собственность           | Заброшен в конце XV века.                                                                        |
| Замок Грейсток (англ. Greystoke Castle)           | замок                   | XIV—XIX вв.    | перестроен               |             | свадебная площадка              | Перестроен, включает части здания XIV века, реконструирован Энтони Саьлвином в 1840 году.        |
| Башня Харбиброу (англ. Harbybrow Tower)           | башня                   | XV в.          | руины                    |             | частная собственность           | Примыкает к ферме XIX века.                                                                      |
| Замок Хейтон (англ. Hayton Castle)                | рыцарская башня         | XIV—XV вв.     | практически не повреждён |             | частная собственность           | Замок переделан в усадьбу.                                                                       |
| Башня Хейзелслак (англ. Hazelslack Tower)         | башня                   | XIV в.         | руины                    |             | частная собственность           | Близ Арнсайда.                                                                                   |
| Хаттон-ин-зе-Форрест (англ. Hutton-in-the-Forest) | рыцарская башня         | XIV—XIX вв.    | не повреждён             |             | HH !                            | На основе башни выстроен большой особняк.                                                        |
| Хаттон Джон (англ. Hutton John)                   | рыцарская башня         | XIV в.         | не повреждён             |             | HH !                            | С более поздними изменениями и пристройками.                                                     |
| Ингмайр-холл (англ. Ingmire Hall)                 | рыцарская башня         | XVI—XX вв.     | перестроен               |             | частные апартаменты             | Встроен в большой особняк XIX века.                                                              |
| Исел-холл (англ. Isel Hall)                       | рыцарская башня         | XIV—XV вв.     | не повреждён             |             | HH !                            | С более поздними пристройками.                                                                   |
| Замок Кендал (англ. Kendal Castle)                | замок                   | XII—XIV вв.    | фрагментарные руины      |             | HAL !                           | [ 117 ]                                                                                          |
| Кентмер-холл (англ. Kentmere Hall)                | башня                   | XIV в.         | не повреждена            |             | частная собственность           | [ 118 ]                                                                                          |
| Башня Киркэндрюс (англ. Kirkandrews Tower)        | башня                   | XVI в.         | не повреждена            |             | частная собственность           | [ 119 ]                                                                                          |
| Замок Лоутер (англ. Lowther Castle)               | нео-романтический замок | 1806—1814      | руины                    |             | HH !                            | Каркас замка XIX века по проекту Роберта Смёрка, выстроен на месте средневековой усадьбы.        |
| Миддлтон-холл (англ. Middleton Hall)              | укреплённая усадьба     | XIV в.         | обитаем                  |             | частная собственность           | Перестроен и расширен в XV—XIX вв.                                                               |
| Замок Миллом (англ. Millom Castle)                | замок                   | XIV в.         | руины                    |             | HC !                            | Внутри руин построена в XVI—XVII вв. ферма.                                                      |
| Замок Манкастер (англ. Muncaster Castle)          | рыцарская башня         | XIII—XIV вв.   | восстановлен             |             | HH !                            | Перестроен Энтони Сальвином, дом Тома Фула, шута XVI века и протопипа шита в «Короле Лире».      |
| Замок Наворт (англ. Naworth Castle)               | донжон и бейли          | XIII—XVI вв.   | восстановлен             |             | свадебная площадка граф Карлайл | Восстановлен и перестроен в XVIII и XIX вв.                                                      |
| Ньюбиггин-холл (англ. Newbiggin Hall)             | укреплённая усадьба     | XV—XVI вв.     | не повреждён             |             | частная собственность           | Перестроен Энтони Сальвином.                                                                     |
| Замок Пендрагон (англ. Pendragon Castle)          | рыцарская башня         | XII—XIV вв.    | фрагментарные руины      |             | HC !                            | [ 126 ]                                                                                          |
| Замок Пенрит (англ. Penrith Castle)               | замок                   | XIV—XV вв.     | фрагментарные руины      |             | EH !                            | [ 127 ]                                                                                          |
| Замок Пиль (англ. Piel Castle)                    | замок                   | XIV—XV вв.     | руины                    |             | EH !                            | Также известен как замок Фолдри.                                                                 |
| Башня Приора (англ. Prior’s Tower)                | башня                   | XV в.          | не повреждён             |             | Церковь Англии                  | Принадлежит епархии вместе с другими зданиями.                                                   |
| Замок Роуз (англ. Rose Castle)                    | четырёхугольный замок   | XV—XVI вв.     | восстановлен             |             | Церковь Англии                  | Переделан в частный дом в XVII веке, резиденция епископа Карлайла до 2011 года.                  |
| Замок Скалби (англ. Scaleby Castle)               | рыцарская башня         | XIII—XV вв.    | частично разрушен        |             | частная собственность           | Включён в более поздний дом.                                                                     |
| Замок Сайзер (англ. Sizergh Castle)               | рыцарская башня         | XIV—XVI вв.    | восстановлен             |             | ENT !                           | Перестроен в XVIII—XX вв.                                                                        |
| Замок Топпин (англ. Toppin Castle)                | фальшивый замок         | XIX в.         | не повреждён             |             | частная собственность           | Имитация рыцарской башни.                                                                        |
| Абарроу-холл (англ. Ubarrow Hall)                 | башня                   | средние века   | практически не повреждён |             | частная собственность           | Рядом с более поздним зданием, уменьшен по высоте.                                               |
| Уортон-холл (англ. Wharton Hall)                  | укреплённая усадьба     | XIV—XVII вв.   | частично восстановлен    |             | частная собственность           | [ 135 ]                                                                                          |
| Уоркингтон-холл (англ. Workington Hall)           | рыцарская башня         | XIV—XVIII вв.  | руины                    |             | местные власти                  | Обитаем до 1929 года, реквизирован для нужд армии во время Второй мировой войны, после заброшен. |
| Замок Рэй (англ. Wray Castle)                     | нео-романтический замок | 1840—1847      | не повреждён             |             | ENT !                           | [ 138 ]                                                                                          |
| Башня Рэйсхолм (англ. Wraysholme Tower)           | рыцарская башня         | XV в.          | практически не повреждён |             | частная собственность, ферма    | Использовалась как амбар и коровник, примыкает в дому XIX века.                                  |
| Янват-холл (англ. Yanwath Hall)                   | башня                   | XV в.          | не повреждена            |             | частная собственность           | Примыкает к более позднему зданию.                                                               |

## Кембриджшир
| Название                                   | Тип                   | Дата постройки | Состояние        | Изображение | Владение/ Доступ            | Примечания                                                                                            |
| ------------------------------------------ | --------------------- | -------------- | ---------------- | ----------- | --------------------------- | --- |
| Замок Бакден (англ. Buckden Towers)        | укреплённая усадьба   | XIII—XV вв.    | фрагмент         |             | конференц-центр кларетинцев | Замок частично снесён, а остатки пристроены к дому XIX века.                                          |
| Замок Элтон Холл (англ. Elton Hall)        | укреплённая усадьба   | ок. 1477       | фрагмент         |             | HH !                        | Сохранился торхаус, включён в здание 1662—1689 годов, реконструирован и расширен в XVIII—XIX веках.   |
| Замок Кимболтон (англ. Kimbolton Castle)   | дом в виде замка      | XVII—XVIII вв. | не повреждён     |             | школа                       | Место средневекового замка, перестроен и позже реконструирован сэром Джоном Ванбру в 1707—1710 годах. |
| Башня Киртлинг (англ. Kirtling Tower)      | укреплённая усадьба   | ок. 1530       | фрагмент         |             | NGS                         | Торхаус XVI века стоит на предполагаемом месте англосаксонского замка, обнесённого рвом.              |
| Башня Лонгторп (англ. Longthorpe Tower)    | рыцарская башня       | 1263—1300      | не повреждён     |             | EH !                        | Содержит хорошо сохранившуюся средневековую настенную роспись.                                        |
| Замок Нортборо (англ. Northborough Castle) | укреплённая усадьба   | 1330—1340      | фрагмент         |             | частная собственность       | Сохранился торхаус и холл с изменениями XVI—XVII веков.                                               |
| Замок Вудкрофт (англ. Woodcroft Castle)    | четырёхугольный замок | ок. 1280       | частично обитаем |             | частная собственность       | Западная часть оригинального здания сохранилась с некоторыми изменениями.                             |

## Кент
- Не сохранившиеся замки: замок Сандаун (англ. Sandown Castle)[2]

| Название                                          | Тип                     | Дата постройки       | Состояние                | Изображение | Владение/ Доступ      | Примечания                                                                               |
| ------------------------------------------------- | ----------------------- | -------------------- | ------------------------ | ----------- | --------------------- | ---------------------------------------------------------------------------------------- |
| Замок Аллингтон (англ. Allington Castle)          | укреплённая усадьба     | XIII—XIV вв.         | восстановлен             |             | свадебная площадка    | Восстановлен в 1905—1929 годах.                                                          |
| Замок Кентербери (англ. Canterbury Castle)        | башня-крепость          | XII в.               | руины                    |             | местные власти        | Снесён в 1792 году.                                                                      |
| Замок Чиддинстоун (англ. Chiddingstone Castle)    | нео-романтический замок | XIX в.               | не повреждён             |             | HH !                  | Дом XVII века перестроен в замок в XIX веке.                                             |
| Замок Чилхэм (англ. Chilham Castle)               | донжон и бейли          | XI—XIV вв.           | не повреждён             |             | NGS                   | Сохранился донжон и особняк в якобинском стиле.                                          |
| Замок Кулинг (англ. Cooling Castle)               | донжон и бейли          | 1380-е               | частично разрушен        |             | свадебная площадка    | Хорошо сохранившийся торхаус, амбары используются для проведения мероприятий.            |
| Замок Дил (англ. Deal Castle)                     | артиллерийский форт     | XVI в.               | не повреждён             |             | EH !                  | Ранее резиденция капитана Пяти портов.                                                   |
| Замок Дувр (англ. Dover Castle)                   | концентрический замок   | XII—XIII вв.         | не повреждён             |             | EH !                  | Перестроен в соответствии с военными требованиями XVIII—XIX веков.                       |
| Замок Эйнсфорд (англ. Eynsford Castle)            | замок                   | XII в.               | фрагментарные руины      |             | EH !                  | [ 155 ]                                                                                  |
| Замок Хивер (англ. Hever Castle)                  | укреплённая усадьба     | XIV в.               | восстановлен             |             | HH !                  | Восстановлен в начале XIX века, рабочая герса.                                           |
| Замок Кингсгейт (англ. Kingsgate Castle)          | нео-романтический замок | XVIII—XIX вв.        | не повреждён             |             | частные апартаменты   | Построен прибл. в 1760 году, перестроен в конце XIX века.                                |
| Замок Лидс (англ. Leeds Castle)                   | замок                   | XII—XV вв.           | восстановлен             |             | HH !                  | Значительно перестроен в 1822 и 1926 годах.                                              |
| Замок Лейборн (англ. Leybourne Castle)            | замок                   | XIII в.              | фрагментарные руины      |             | частная собственность | Дом XVI века частично включает средневековые руины, перестроен в 1931 году.              |
| Замок Лаллингстон (англ. Lullingstone Castle)     | укреплённая усадьба     | 1543—1580            | фрагмент                 |             | HH !                  | Торхаус XVI века включён в более поздний дом.                                            |
| Замок Лимпн (англ. Lympne Castle)                 | укреплённая усадьба     | XIII—XIV вв.         | восстановлен             |             | свадебная площадка    | Восстановлен и расширен в 1907—12 годах.                                                 |
| Дворец Отфорд (англ. Otford Palace)               | укреплённая усадьба     | XVI в.               | руины                    |             | местные власти        | Дворец ранее принадлежал архиепископу Кентерберийскому.                                  |
| Пеншерст-плейс (англ. Penshurst Place)            | укреплённая усадьба     | XIV—XV вв.           | фрагмент                 |             | HH !                  | Перестроен в XIX веке; от укреплений прибл. 1400 года сохранилась башня и участок стены. |
| Замок Рочестер (англ. Rochester Castle)           | рыцарская башня         | 1127                 | руины                    |             | EH !                  | 38-метровая крепость.                                                                    |
| Башня Святого Леонарда (англ. St Leonard’s Tower) | рыцарская башня         | 1080                 | руины                    |             | EH !                  | [ 166 ]                                                                                  |
| Замок Солтвуд (англ. Saltwood Castle)             | замок                   | XII—XIV вв.          | частично восстановлен    |             | частная собственность | [ 167 ]                                                                                  |
| Замок Сэндгейт (англ. Sandgate Castle)            | артиллерийский форт     | 1539—1540            | практически не повреждён |             | частная собственность | Перестроен в 1805—1806 годах.                                                            |
| Замок Скотни (англ. Scotney Castle)               | укреплённая усадьба     | 1378—1380            | фрагмент                 |             | ENT !                 | Единственная сохранившаяся башня встроена в более поздний дом.                           |
| Замок Сиссингхерст (англ. Sissinghurst Castle)    | укреплённая усадьба     | XV в.                | перестроен               |             | ENT !                 | Укрепления не сохранились.                                                               |
| Замок Старки (англ. Starkey Castle)               | усадьба                 | XIV в.               | фрагмент                 |             | частная собственность | Прекрасный средневековый холл-хаус, возможно оставшийся от укреплённой усадьбы.          |
| Замок Стоун (англ. Stone Castle)                  | башня                   | XII в.               | не повреждён             |             | свадебная площадка    | Средневековая башня включена в здание 1825 года.                                         |
| Замок Саттон-Валанс (англ. Sutton Valence Castle) | донжон и бейли          | XII в.               | фрагментарные руины      |             | EH !                  | [ 173 ]                                                                                  |
| Замок Тонбридж (англ. Tonbridge Castle)           | донжон и бейли          | XI—XIII вв.          | фрагмент                 |             | местные власти        | Сохранился торхаус.                                                                      |
| Замок Апнор (англ. Upnor Castle)                  | артиллерийский форт     | 1559—1567, 1599—1601 | практически не повреждён |             | EH !                  | [ 175 ]                                                                                  |
| Замок Уолмер (англ. Walmer Castle)                | артиллерийский форт     | 1539                 | не повреждён             |             | EH !                  | В XVIII века резиденция лорда Уолдена из Пяти портов.                                    |
| Замок Уэстенхангер (англ. Westenhanger Castle)    | укреплённая усадьба     | ок. 1343             | фрагмент                 |             | свадебная площадка    | В XVIII веке внутри руин построен фермерский дом.                                        |

## Корнуолл
| Название                                        | Тип                     | Дата постройки | Состояние                 | Изображение | Владение/ Доступ      | Примечания |
| ----------------------------------------------- | ----------------------- | -------------- | ------------------------- | ----------- | --------------------- | --- |
| Замок Каерхейс (англ. Caerhays Castle)          | нео-романтический замок | 1807—1810      | не повреждён              |             | HH !                  | Построен Джоном Нэшем в 1808 году.                                                                                       |
| Замок Карн-Бри (англ. Carn Brea Castle)         | фальшивый замок         | XV—XIX вв.     | не повреждён              |             | ресторан              | Возможно средневековый охотничий домик, перестроен в XVII—XIX веках.                                                     |
| Замок Инс (англ. Ince Castle)                   | укреплённая усадьба     | ок. 1640       | не повреждён              |             | NGS                   | Возможно, дом удерживали против «круглоголовых» в 1646 году.                                                             |
| Замок Лонстон (англ. Launceston Castle)         | донжон и бейли          | XI—XIII вв.    | руины                     |             | EH !                  | [ 181 ] |
| Замок Пенденнис (англ. Pendennis Castle)        | артиллерийский форт     | 1540—1598      | не повреждён              |             | EH !                  | Выдержал 5-месячную осаду в 1646 году.                                                                                   |
| Замок Пенгерсик (англ. Pengersick Castle)       | укреплённая усадьба     | ок. 1510       | фрагмент                  |             | HH !                  | Сохранилась 4-этажная башня с более поздней пристройкой.                                                                 |
| Плейс-хаус (англ. Place House, Fowey)           | рыцарская башня         | XV—XIX вв.     | перестроен                |             | частная собственность | Первоначальная рыцарская башня держала оброну против французов в 1475 году, впоследствии укреплена, а затем перестроена. |
| Замок Рестормел (англ. Restormel Castle)        | шелл-кип                | XII—XIII вв.   | руины                     |             | EH !                  | [ 185 ] |
| Замок Сент-Кэтрин (англ. St Catherine’s Castle) | артиллерийский форт     | 1538—1540      | руины                     |             | EH !                  | В устье реки Фои. |
| Замок Сент-Моуз (англ. St. Mawes Castle)        | артиллерийский форт     | 1540—1543      | не повреждён              |             | EH !                  | Расположение замка не позволяет защищать форт от нападения с суши.                                                       |
| Сент-Майклс-Маунт (англ. St. Michael’s Mount)   | укрепления              | XII—XVII вв.   | практически не повреждены |             | ENT !                 | Замок и монастырская церковь являются единым строением.                                                                  |
| Тинтагель (англ. Tintagel Castle)               | бейли                   | 1227—1233      | фрагментарные руины       |             | EH !                  | [ 189 ] |
| Замок Трематон (англ. Trematon Castle)          | шелл-кип                | XII—XIII вв.   | руины                     |             | герцогство Корнуолл   | [ 190 ] |

## Ланкашир
| Название                                 | Тип                 | Дата постройки | Состояние     | Изображение | Владение/ Доступ      | Примечания |
| ---------------------------------------- | ------------------- | -------------- | ------------- | ----------- | --------------------- | --- |
| Аштон-холл (англ. Ashton Hall)           | рыцарская башня     | XIV—XIX вв.    | не повреждена |             | гольф-клуб            | Рядом со Стоддуэем; башня XIV века включена в более позднее строение.                                                    |
| Борвик-холл (англ. Borwick Hall)         | башня               | XIV в.         | не повреждена |             | образовательный центр | Включена в здание XVI века .                                                                                             |
| Замок Клитеро (англ. Clitheroe Castle)   | донжон и бейли      | XI—XII вв.     | руины         |             | HC !                  | [ 193 ] |
| Замок Хорнби (англ. Hornby Castle)       | донжон              | XIII в.        | фрагмент      |             | частная собственность | Донжон перестроен в начале XVI века, включён в дом XVIII—XIX веков.                                                      |
| Замок Ланкастер (англ. Lancaster Castle) | донжон и бейли      | XI—XII вв.     | не повреждён  |             | местные власти        | Тюрьма с 1745 года, шир-холл (здание правительства графства) XX века заменил средневековое здание; ныне Королевский суд. |
| Замок Турланд (англ. Thurland Castle)    | укреплённая усадьба | XIV—XV вв.     | перестроен    |             | частные апартаменты   | Рядом с Танстоллом, руины перестроены в 1879—1885 годах.                                                                 |
| Башня Тартон (англ. Turton Tower)        | башня               | XV в.          | не повреждена |             | HH !                  | Включена в более позднее здание.                                                                                         |

## Лестершир
| Название                                              | Тип                     | Дата постройки | Состояние           | Изображение | Владение/ Доступ | Примечания                                                                                                 |
| ----------------------------------------------------- | ----------------------- | -------------- | ------------------- | ----------- | ---------------- | --- |
| Замок Эшби-де-ла-Зуш (англ. Ashby de la Zouch Castle) | донжон                  | XII—XV вв.     | фрагментарные руины |             | EH !             | Укреплённая усадьба переделана в замок в 1474 году, разрушена во время Английской революции.               |
| Замок Бельвуар (англ. Belvoir Castle)                 | нео-романтический замок | XVII—XIX вв.   | не повреждён        |             | герцог Ратленд   | Перестроен в 1655—1668 годах, включает фрагменты средневекового замка, вновь перестроен в 1801—1830 годах. |
| Замок Кирби-Максло (англ. Kirby Muxloe Castle)        | четырёхугольный замок   | 1480—1483      | фрагментарные руины |             | EH !             | Не завершён.                                                                                               |
| Замок Лестер (англ. Leicester Castle)                 | замок                   | XII—XIII вв.   | фрагменты           |             | местные власти   | Сохранился рыцарский зал в сильно изменённом виде.                                                         |

## Линкольншир
| Название                                    | Тип                   | Дата постройки | Состояние                | Изображение | Владение/ Доступ      | Примечания                                                                                      |
| ------------------------------------------- | --------------------- | -------------- | ------------------------ | ----------- | --------------------- | ----------------------------------------------------------------------------------------------- |
| Замок Болингброк (англ. Bolingbroke Castle) | замок                 | XIII—XIV вв.   | фрагментарные руины      |             | EH !                  | Разграблен после непродолжительной осады в 1643 году.                                           |
| Замок Гримсторп (англ. Grimsthorpe Castle)  | замок                 | XIII в.        | фрагмент                 |             | HH !                  | Перестроен в XVIII и XIX веках, сохранилась юго-восточная башня XIII века.                      |
| Башня Хасси (англ. Hussey Tower)            | рыцарская башня       | XIV—XV вв.     | руины                    |             | HC !                  | [ 204 ]                                                                                         |
| Башня Кайм (англ. Kyme Tower)               | замок                 | XIV в.         | фрагмент                 |             | частная собственность | [ 205 ]                                                                                         |
| Замок Линкольн (англ. Lincoln Castle)       | донжон и бейли        | XI—XII вв.     | практически не повреждён |             | местные власти        | Двойной мотт и бейли.                                                                           |
| Башня Рочфорд (англ. Rochford Tower)        | укреплённая усадьба   | XV—XVI вв.     | фрагмент                 |             | частная собственность | В 3 км от Бостона.                                                                              |
| Замок Сомертон (англ. Somerton Castle)      | четырёхугольный замок | 1281—1305      | фрагмент                 |             | частная собственность | Сохранилась одна башня, примыкает к зданию XVII века.                                           |
| Замок Таттершолл (англ. Tattershall Castle) | башня                 | 1430-е         | не повреждён             |             | ENT !                 | Кирпичная башня построена для Ральфа Кромвеля, восстановлена лордом Керзоном в 1911—1925 годах. |
| Замок Торкси (англ. Torksey Castle)         | укреплённая усадьба   | XVI в.         | фрагментарные руины      |             | частная собственность | Разграблен во время Английской революции.                                                       |

## Мерсисайд
- Не сохранившиеся замки: Ливерпульский замок (англ. Liverpool Castle)[2]

| Название                              | Тип             | Дата постройки | Состояние                | Изображение | Владение/ Доступ | Примечания                                                     |
| ------------------------------------- | --------------- | -------------- | ------------------------ | ----------- | ---------------- | -------------------------------------------------------------- |
| Бримстидж-холл (англ. Brimstage Hall) | рыцарская башня | ок. 1398       | практически не повреждён |             | центр творчества | Башня включена в более позднее строение XVI—XIX веков.         |
| Замок Лисоу (англ. Leasowe Castle)    | фальшивый замок | XVI—XIX вв.    | не повреждён             |             | отель            | Построен в 1593 году, расширен в 1600—1642 годах и в XIX веке. |

## Нортамберленд
| Название                                                              | Тип                     | Дата постройки | Состояние                 | Изображение | Владение/ Доступ                    | Примечания                                                                                       |
| --------------------------------------------------------------------- | ----------------------- | -------------- | ------------------------- | ----------- | ----------------------------------- | ------------------------------------------------------------------------------------------------ |
| Башня Викария Алнхама (англ. Alnham Vicars Pele)                      | башня                   | XIV в.         | восстановлена             |             | частная собственность               | [ 213 ]                                                                                          |
| Замок Алник (англ. Alnwick Castle)                                    | донжон и бейли          | XII—XIV вв.    | восстановлен              |             | герцог Нортумберленд                | Перестроен Робертом Адамом и Энтони Сальвином.                                                   |
| Замок Эйдон (англ. Aydon Castle)                                      | укреплённая усадьба     | XIV в.         | не повреждён              |             | EH !                                | Переделан в фермерский дом в XVII веке.                                                          |
| Замок Бамборо (англ. Bamburgh Castle)                                 | донжон и бейли          | XII—XIV вв.    | восстановлен              |             | лорд Армстронг                      | Разрушен к 1704 году, полностью отреставрирован в 1894—1904 годах.                               |
| Замок Бармур (англ. Barmoor Castle)                                   | рыцарская башня         | XIV—XIX вв.    | перестроен                |             | частная собственность               | Особняк XIX века включает остатки здания XIV века.                                               |
| Замок Бофронт (англ. Beaufront Castle)                                | нео-романтический замок | 1836—1841      | не повреждён              |             | частная собственность               | Особняк XIX века на месте башни XV века.                                                         |
| Замок Беллистер (англ. Bellister Castle)                              | замок                   | XIII—XIV вв.   | фрагментарные руины       |             | частная собственность               | Руины прилегают к дому XVII века.                                                                |
| Замок Белси (англ. Belsay Castle)                                     | рыцарская башня         | 1439—1460      | не повреждён              |             | EH !                                | Пристроено более позднее здание, ныне в руинах.                                                  |
| Замок Берик (англ. Berwick Castle)                                    | замок                   | XII—XIII вв.   | фрагментарные руины       |             | EH !                                | [ 221 ]                                                                                          |
| Замок Бленкинсопп (англ. Blenkinsopp Castle)                          | рыцарская башня         | XIV в.         | руины                     |             | частная собственность               | Встроен в дом XIX века.                                                                          |
| Замок Ботал (англ. Bothal Castle)                                     | замок                   | XIV в.         | перестроен                |             | частная собственность               | Полностью отреставрирован в XIX веке.                                                            |
| Замок Биуэлл (англ. Bywell Castle)                                    | замок                   | XV в.          | фрагменты                 |             | частная собственность               | Сохранился торхаус.                                                                              |
| Замок Каллали (англ. Callaly Castle)                                  | башня                   | XIV—XV вв.     | не повреждён              |             | частные апартаменты                 | Встроен в более позднее здание.                                                                  |
| Замок Картингтон (англ. Cartington Castle)                            | башня с пристройками    | XIV—XV вв.     | фрагментарные руины       |             | частная собственность               | [ 226 ]                                                                                          |
| Замок Чиллингем (англ. Chillingham Castle)                            | четырёхугольный замок   | 1344           | не повреждён              |             | HH !                                | Перестроен в XVIII—XIX веках, восстановлен после 1982 года.                                      |
| Замок Чипчас (англ. Chipchase Castle)                                 | рыцарская башня         | XIV в.         | не повреждён              |             | HH !                                | Включён в якобитский дом, перестроен в XVIII—XIX веках.                                          |
| Башня Кокло (англ. Cocklaw Tower)                                     | рыцарская башня         | XIV—XV вв.     | каркас                    |             | частная собственность, ферма        | Рядом с деревней Уолл.                                                                           |
| Башня Кокл-парк (англ. Cockle Park Tower)                             | рыцарская башня         | ок. 1517       | практически не повреждён  |             | Ньюкаслский университет             | [ 230 ]                                                                                          |
| Башня Викария Корнбриджа (англ. Corbridge Vicar’s Pele)               | башня                   | 1318           | не повреждён              |             | HAL !                               | Крыша перекрыта в 1910 году.                                                                     |
| Замок Копленд (англ. Coupland Castle)                                 | рыцарская башня         | XVI—XVII вв.   | восстановлен              |             | частная собственность               | С более поздними пристройками.                                                                   |
| Башня Кроули (англ. Crawley Tower)                                    | башня                   | XVI в.         | руины                     |             | частная собственность               | В XVIII веке внутри стен построен коттедж.                                                       |
| Замок Крессуэл (англ. Cresswell Castle)                               | башня                   | XV в.          | руины                     |             |                                     | Парапет XVIII века.                                                                              |
| Замок Дилстон (англ. Dilston Castle)                                  | рыцарская башня         | XV в.          | руины                     |             | HC !                                | Переделан в XVI—XVII веках, поздние постройки снесены.                                           |
| Замок Данстанборо (англ. Dunstanburgh Castle)                         | донжон и бейли          | XIV в.         | фрагментарные руины       |             | EH !                                | Прекрасное прибрежное расположение.                                                              |
| Замок Эдлингем (англ. Edlingham Castle)                               | донжон и бейли          | XIV в.         | фрагментарные руины       |             | EH !                                | [ 237 ]                                                                                          |
| Башня Элсдон (англ. Elsdon Tower)                                     | башня                   | XVI в.         | не повреждена             |             | частная собственность               | Переделан, дом причта до 1960 года, восстановлен в 1990-х годах.                                 |
| Башня Эмблтон (англ. Embleton Tower)                                  | башня                   | XIV в.         | не повреждена             |             | частная собственность               | В XIX веке пристроен дом викария.                                                                |
| Замок Итал (англ. Etal Castle)                                        | замок                   | XIV в.         | фрагментарные руины       |             | EH !                                | [ 240 ]                                                                                          |
| Замок Фетерстон (англ. Featherstone Castle)                           | замок                   | XIV в.         | не повреждён              |             | частная собственность               | Башня XIV века, ещё три башни пристроены в XVIII—XIX веках.                                      |
| Замок Форд (англ. Ford Castle)                                        | четырёхугольный замок   | XIV в.         | практически не повреждён  |             | частная собственность               | Переделан в усадьбу в XVII веке.                                                                 |
| Замок Холтон (англ. Halton Castle)                                    | рыцарская башня         | XIII—XIV вв.   | не повреждён              |             | частная собственность               | Пристроено более позднее здание.                                                                 |
| Замок Харботл (англ. Harbottle Castle)                                | донжон и бейли          | XII—XIV вв.    | фрагментарные руины       |             | Нортамберлендский национальный парк | Захвачен Робертом Брюсом в 1318 году.                                                            |
| Замок Хотон (англ. Haughton Castle)                                   | рыцарская башня         | XIII—XIV вв.   | восстановлен              |             | частная собственность               | Перестроен в XVIII—XIX веках.                                                                    |
| Хексем-мут-холл и Старая тюрьма (англ. Hexham Moot Hall and Old Gaol) | укреплённые башни       | XIV—XV вв.     | не повреждены             |             | HM !                                | Вероятно, когда-то были соединены замковой стеной, в списке замков 1415 года — Turris de Hexham. |
| Башня Хорсли (англ. Horsley Tower)                                    | башня                   | XVI в.         | не повреждена             |             | частная собственность               | [ 248 ]                                                                                          |
| Замок Лэнгли (англ. Langley Castle)                                   | рыцарская башня         | ок. 1350       | восстановлен              |             | отель                               | Восстановлен в 1890-х годах.                                                                     |
| Леммингтон-холл (англ. Lemmington Hall)                               | рыцарская башня         | XV в.          | восстановлен              |             | свадебная площадка                  | Включён в более позднее здание.                                                                  |
| Замок Линдисфарн (англ. Lindisfarne Castle)                           | артиллерийский форт     | XVI в.         | восстановлен              |             | ENT !                               | Перестроен Эдвином Лаченсом в 1901 году.                                                         |
| Замок Митфорд (англ. Mitford Castle)                                  | донжон и бейли          | XI—XIII вв.    | фрагментарные руины       |             | HC !                                | [ 252 ]                                                                                          |
| Замок Морпет (англ. Morpeth Castle)                                   | замок                   | 1342—1349      | фрагменты                 |             | Landmark Trust                      | Остались только торхаус и часть стены.                                                           |
| Замок Норем (англ. Norham Castle)                                     | донжон и бейли          | XII в.         | руины                     |             | EH !                                | Реконструирован в 1422—1425 годах, частично перестроен в 1513—1515 годах.                        |
| Башня Престон (англ. Preston Tower)                                   | башня                   | ок. 1400       | фрагмент                  |             | HC !                                | Сохранилась южная стена с двумя из четырёх первоначальных башен.                                 |
| Башня Приор Кастелл (англ. Prior Castell’s Tower)                     | рыцарская башня         | XV—XVI вв.     | практически не повреждена |             | ENT !                               | [ 256 ]                                                                                          |
| Замок Прадо (англ. Prudhoe Castle)                                    | замок                   | XII—XIV вв.    | руины                     |             | EH !                                | [ 257 ]                                                                                          |
| Башня Силботл (англ. Shilbottle Tower)                                | башня                   | XV в.          | восстановлена             |             | частная собственность               | Включена в дом викария.                                                                          |
| Замок Терлуолл (англ. Thirlwall Castle)                               | рыцарская башня         | XIV в.         | фрагментарные руины       |             | Нортамберлендский национальный парк | Построен из камня Вала Адриана.                                                                  |
| Замок Уоркуэрт (англ. Warkworth Castle)                               | донжон и бейли          | XII—XIV вв.    | руины                     |             | EH !                                | [ 260 ]                                                                                          |
| Башня Уиттингем (англ. Whittingham Tower)                             | башня                   | XIII—XIV вв.   | восстановлена             |             | частная собственность               | В 1845 году переоборудован под богадельню.                                                       |
| Замок Уиллимотсвик (англ. Willimoteswick Castle)                      | укреплённая усадьба     | XVI в.         | руины                     |             | частная собственность, ферма        | Включает в себя остатки более раннего здания, в значительной степени перестроен в 1900 году.     |

## Нортгемптоншир
- Не сохранившиеся замки: замок Фотерингей (англ. Fotheringhay Castle), замок Нортгемптон (англ. Northampton Castle)[2]

| Название                                              | Тип                 | Дата постройки | Состояние  | Изображение | Владение/ Доступ             | Примечания |
| ----------------------------------------------------- | ------------------- | -------------- | ---------- | ----------- | ---------------------------- | --- |
| Замок Астуэлл (англ. Astwell Castle)                  | укреплённая усадьба | XV в.          | фрагмент   |             | частная собственность, ферма | Торхаус сохранился рядом с особняком XVII века.                                                                                        |
| Замок Барнуэлл (англ. Barnwell Castle)                | прямоугольный замок | ок. 1266       | руины      |             | частная собственность        | [ 263 ] |
| Замок Рокингем (англ. Rockingham Castle)              | мотт и бейли        | XIII—XIX вв.   | перестроен |             | HH !                         | Сохранился торхаус XIII века, в значительной степени перестроен в XVI веке, реконструирован в 1660 году и Энтони Сальвином в XIX веке. |
| Замок Торп Уотервилл (англ. Thorpe Waterville Castle) | замок               | XIV в.         | фрагмент   |             | частная собственность        | Сохранился рыцарский зал, переоборудован под сарай.                                                                                    |

## Норт-Йоркшир
| Название                                              | Тип                     | Дата постройки | Состояние           | Изображение | Владение/ Доступ             | Примечания                                                                                   |
| ----------------------------------------------------- | ----------------------- | -------------- | ------------------- | ----------- | ---------------------------- | -------------------------------------------------------------------------------------------- |
| Замок Эйтон (англ. Ayton Castle)                      | замок                   | XIII—XIV вв.   | фрагмент            |             | местные власти               | [ 266 ]                                                                                      |
| Башня Барден (англ. Barden Tower)                     | замок                   | XV в.          | руины               |             | HC !                         | [ 267 ]                                                                                      |
| Замок Болтон (англ. Bolton Castle)                    | четырёхугольный замок   | XIV в.         | руины               |             | HC !                         | Осаждён и разрушен во время Английской революции.                                            |
| Замок Кавуд (англ. Cawood Castle)                     | четырёхугольный замок   | 1374—1388      | фрагменты           |             | Landmark Trust               | Почти полностью снесён в 1750 году, торхаус сохранился.                                      |
| Замок Йорк (англ. York Castle)                        | донжон                  | XIII в.        | восстановлен        |             | EH !                         | Уменьшен по высоте в 1596 году.                                                              |
| Замок Крейк (англ. Crayke Castle)                     | рыцарская башня         | XV в.          | восстановлен        |             | частная собственность        | Присутствуют дополнения и изменения XVIII и XIX веков.                                       |
| Замок Дэнби (англ. Danby Castle)                      | четырёхугольный замок   | XIV в.         | фрагментарные руины |             | частная собственность, ферма | Частично используется под фермерские нужды.                                                  |
| Замок Гиллинг (англ. Gilling Castle)                  | рыцарская башня         | XIV в.         | не повреждён        |             | школа                        | Присутствуют дополнения и изменения XVI и XVIII веков.                                       |
| Замок Хэзлвуд (англ. Hazlewood Castle)                | замок                   | XIII—XVIII вв. | перестроен          |             | отель                        | Перестроен в XVIII и XX веках, ранее дом отдыха кармелитов.                                  |
| Башня Хеллифилд (англ. Hellifield Peel)               | рыцарская башня         | XIV—XV вв.     | восстановлен        |             | отель                        | Восстановлен в 2005 году.                                                                    |
| Замок Хелмсли (англ. Helmsley Castle)                 | замок                   | XII—XIII вв.   | фрагментарные руины |             | EH !                         | Разрушен в 1645 году.                                                                        |
| Замок Хорнби (англ. Hornby Castle)                    | замок                   | XIV—XV вв.     | восстановлен        |             | частная собственность        | В XVIII веке переоборудован в загородный дом архитектором Джоном Карром.                     |
| Замок Нерсборо (англ. Knaresborough Castle)           | донжон и бейли          | XII—XIV вв.    | фрагментарные руины |             | герцогство Ланкастерское     | [ 278 ]                                                                                      |
| Башня Мармион (англ. Marmion Tower)                   | укреплённая усадьба     | XV в.          | фрагмент            |             | EH !                         | Сохранившийся торхаус замка Тэнфилд.                                                         |
| Замок Мидлем (англ. Middleham Castle)                 | донжон и бейли          | XII—XIV вв.    | руины               |             | EH !                         | [ 280 ]                                                                                      |
| (Старый) замок Малгрейв (англ. (Old) Mulgrave Castle) | замок                   | XII—XIII вв.   | фрагментарные руины |             | маркиз Норманби              | В XVIII—XIX веках заменён особняком в виде замка, который также известен как замок Малгрейв. |
| Наппа-холл (англ. Nappa Hall)                         | укреплённая усадьба     | 1459           | не повреждён        |             | частная собственность        | Расширен в XVII веке, с тех пор мало изменился.                                              |
| Замок Пикеринг (англ. Pickering Castle)               | донжон и бейли          | XII—XIV вв.    | руины               |             | EH !                         | [ 283 ]                                                                                      |
| Замок Равенсворт (англ. Ravensworth Castle)           | замок                   | XIV в.         | фрагментарные руины |             | частная собственность        | [ 284 ]                                                                                      |
| Замок Ричмонд (англ. Richmond Castle)                 | донжон и бейли          | XI—XIV вв.     | руины               |             | EH !                         | 30-метровый донжон.                                                                          |
| Замок Рипли (англ. Ripley Castle)                     | рыцарская башня         | XV—XVI вв.     | перестроен          |             | HH !                         | Расширен в 1783—1836 годах в неоготическом стиле.                                            |
| Замок Скарборо (англ. Scarborough Castle)             | донжон и бейли          | XII—XIII вв.   | руины               |             | EH !                         | [ 287 ]                                                                                      |
| Замок Шериф-Хаттон (англ. Sheriff Hutton Castle)      | четырёхугольный замок   | 1382           | фрагментарные руины |             | частная собственность        | [ 288 ]                                                                                      |
| Замок Скелтон (англ. Skelton Castle)                  | дом в виде замка        | XIII—XIX вв.   | не повреждён        |             | частная собственность        | Остатки средневекового замка включены в дом XVIII—XIX веков.                                 |
| Замок Скиптон (англ. Skipton Castle)                  | замок                   | XII—XVII вв.   | восстановлен        |             | HH !                         | Частично снесён в 1649 году, восстановлен в 1657—1658 годах.                                 |
| Замок Снейп (англ. Snape Castle)                      | замок                   | XV—XVIII вв.   | частично разрушен   |             | частная собственность        | По большей части реконструирован в XVII веке.                                                |
| Замок Саут-Коутон (англ. South Cowton Castle)         | рыцарская башня         | XV в.          | восстановлен        |             | частная собственность        | Перестроен в XIX веке, фермерский дом.                                                       |
| Замок Споффорт (англ. Spofforth Castle)               | укреплённая усадьба     | XIII—XV вв.    | фрагментарные руины |             | EH !                         | [ 293 ]                                                                                      |
| Замок Уорлтон (англ. Whorlton Castle)                 | замок                   | XIV—XVI вв.    | фрагментарные руины |             | HC !                         | Руины торхауса.                                                                              |
| Замок Уилтон (англ. Wilton Castle)                    | нео-романтический замок | ок. 1810       | не повреждён        |             | частные апартаменты          | Выстроен Робертом Смёрком на месте средневекового замка.                                     |

## Норфолк
| Название                                      | Тип                   | Дата постройки | Состояние           | Изображение | Владение/ Доступ                        | Примечания |
| --------------------------------------------- | --------------------- | -------------- | ------------------- | ----------- | --------------------------------------- | --- |
| Замок Бейконсторп (англ. Baconsthorpe Castle) | укреплённая усадьба   | XV в.          | фрагментарные руины |             | EH !                                    | [ 296 ] |
| Замок Бург (англ. Burgh Castle)               | мотт и бейли          | XII в.         | ничего              |             | / Норфолкский археологический фонд      | Место средневекового замка по типу мотт и бейли в сохранившихся стенах римского форта на Саксонском берегу.            |
| Замок Кейстер (англ. Caister Castle)          | четырёхугольный замок | 1432—1446      | фрагментарные руины |             | HC !                                    | Со рвом, в основном из кирпича; построен Джоном Фастольфом, сохранилась относительно неповреждённая 27-метровая башня. |
| Замок Касл-Акр (англ. Castle Acre Castle)     | мотт и бейли          | XI—XII вв.     | фрагментарные руины |             | Английское наследие                     | Обширная насыпь. |
| Замок Райзинг (англ. Castle Rising)           | донжон                | ок. 1138       | руины               |             | Английское наследие / лорд Райзинг      | [ 300 ] |
| Замок Клакстон (англ. Claxton Castle)         | замок                 | XIV—XV вв.     | фрагментарные руины |             | частная собственность                   | [ 301 ] |
| Замок Норидж (англ. Norwich Castle)           | донжон                | ок. 1095—1110  | не повреждён        |             | Музеи Норфолка и Археологическая служба | Тюрьма в XVIII—XIX веках.                                                                                              |
| Оксбру-холл (англ. Oxburgh Hall)              | укреплённая усадьба   | ок. 1482       | не повреждён        |             | Национальный фонд                       | С дополнениями XVIII—XIX веков.                                                                                        |
| Замок Уитинг (англ. Weeting Castle)           | укреплённая усадьба   | XII в.         | фрагментарные руины |             | EH !                                    | [ 304 ] |

## Ноттингемшир
| Название                                       | Тип            | Дата постройки | Состояние           | Изображение | Владение/ Доступ           | Примечания                                                                                          |
| ---------------------------------------------- | -------------- | -------------- | ------------------- | ----------- | -------------------------- | --------------------------------------------------------------------------------------------------- |
| Халлоутон-хаус (англ. Halloughton Manor House) | башня          | XIV в.         | не повреждён        |             | частная собственность      | Пристроено более позднее здание.                                                                    |
| Замок Ньюарк (англ. Newark Castle)             | замок          | XII—XIV вв.    | руины               |             | / Районный совет Ньюарка   | Сохранились торхаус, часть куртины и башня.                                                         |
| Замок Ноттингем (англ. Nottingham Castle)      | донжон и бейли | XII—XIII вв.   | фрагментарные руины |             | Городской совет Ноттингема | Снесён в 1651 году, позже на этом построен особняк, сохранился отреставрированный торхаус XIV века. |

## Оксфордшир
| Название                                               | Тип                   | Дата постройки | Состояние           | Изображение | Владение/ Доступ      | Примечания |
| ------------------------------------------------------ | --------------------- | -------------- | ------------------- | ----------- | --------------------- | --- |
| Замок Брамптон (англ. Bampton Castle)                  | четырёхугольный замок | ок. 1315       | фрагмент            |             | частная собственность | Частично сохранились торхаус и куртина, построен в более поздний дом — Хэм-корт.                                 |
| Замок Бротон (англ. Broughton Castle)                  | укреплённая усадьба   | XIV—XV вв.     | не повреждён        |             | HH !                  | Перестроен в XV—XVIII веках.                                                                                     |
| Замок Ханелл (англ. Hanwell Castle)                    | дом в виде замка      | XV—XVI вв.     | фрагмент            |             | частная собственность | Сохранилась большая башня неукреплённого здания.                                                                 |
| Замок Оксфорд (англ. Oxford Castle)                    | мотт и бейли          | XI—XII вв.     | фрагмент            |             | отель                 | Мотт и необычная (возможно, англосаксонская) башня Святого Георгия.                                              |
| Замок Ротерфилд Грейс (англ. Rotherfield Greys Castle) | укреплённая усадьба   | XIV в.         | фрагмент            |             | ENT !                 | Сохранились башни и часть стены сохранились, недалеко от Грейс-корта.                                            |
| Замок Ширберн (англ. Shirburn Castle)                  | четырёхугольный замок | ок. 1378       | перестроен          |             | частная собственность | Изначально из камня, в значительной степени перестроен в кирпиче прибл. в 1720 году, реконструирован в XIX веке. |
| Замок Уоллингфорд (англ. Wallingford Castle)           | мотт и бейли          | XI—XIII вв.    | фрагментарные руины |             | HC !                  | Заброшен в 1652 году, сохранились обширные земляные укрепления.                                                  |

## Остров Уайт
| Название                                   | Тип                     | Дата постройки | Состояние                | Изображение | Владение/ Доступ     | Примечания                                                                                           |
| ------------------------------------------ | ----------------------- | -------------- | ------------------------ | ----------- | -------------------- | --- |
| Замок Карисбрук (англ. Carisbrooke Castle) | донжон и бейли          | XII—XIV вв.    | практически не повреждён |             | EH !                 | В 1590-х годах переоборудован в артиллерийскую крепость, бывшая резиденция губернатора острова Уайт. |
| Замок Норрис (англ. Norris Castle)         | нео-романтический замок | ок. 1800       | не повреждён             |             | частное владение     | Архитектор Джеймс Уайетт.                                                                            |
| Замок Ярмут (англ. Yarmouth Castle)        | артиллерийский форт     | 1547           | практически не повреждён |             | EH !                 | Перестроен в XVII веке.                                                                              |
| Замок Каус (англ. Cowes Castle)            | артиллерийский форт     | XVI—XIX вв.    | перестроен               |             | Royal Yacht Squadron | Фрагменты постройки XVI века включены в более позднее здание.                                        |

## Острова Силли
| Название                                 | Тип                 | Дата постройки | Состояние                | Изображение | Владение/ Доступ | Примечания                               |
| ---------------------------------------- | ------------------- | -------------- | ------------------------ | ----------- | ---------------- | ---------------------------------------- |
| Замок Кромвеля (англ. Cromwell’s Castle) | артиллерийский форт | 1651           | практически не повреждён |             | EH !             | [ 319 ]                                  |
| Замок Стар (англ. Star Castle)           | артиллерийский форт | 1593           | не повреждён             |             | отель            | Прекрасный пример елизаветинского форта. |

## Ратленд
| Название                         | Тип          | Дата постройки | Состояние | Изображение | Владение/ Доступ           | Примечания                                               |
| -------------------------------- | ------------ | -------------- | --------- | ----------- | -------------------------- | -------------------------------------------------------- |
| Замок Окем (англ. Oakham Castle) | мотт и бейли | XII—XIII вв.   | фрагмент  |             | / Городской совет Ратленда | Сохранился рыцарский зал, построенный в 1180—1190 годах. |

## Саут-Йоркшир
| Название                                  | Тип            | Дата постройки | Состояние           | Изображение | Владение/ Доступ         | Примечания                                                       |
| ----------------------------------------- | -------------- | -------------- | ------------------- | ----------- | ------------------------ | ---------------------------------------------------------------- |
| Замок Конисбро (англ. Conisbrough Castle) | донжон и бейли | XII в.         | руины               |             | EH !                     | Цилиндрическая крепость; замок разрушен до Английской революции. |
| Замок Тикхилл (англ. Tickhill Castle)     | мотт и бейли   | XI—XIV вв.     | фрагментарные руины |             | герцогство Ланкастерское | Сохранились разрушенный торхаус и часть куртины.                 |

## Сомерсет
| Название                                                  | Тип                     | Дата постройки | Состояние                | Изображение | Владение/ Доступ      | Примечания                                                                                       |
| --------------------------------------------------------- | ----------------------- | -------------- | ------------------------ | ----------- | --------------------- | ------------------------------------------------------------------------------------------------ |
| Замок Банвелл (англ. Banwell Castle)                      | нео-романтический замок | ок. 1848       | не повреждён             |             | ресторан              | Архитектор неизвестен.                                                                           |
| Замок Бекингтон (англ. Beckington Castle)                 | укреплённая усадьба     | XVII в.        | перестроен               |             | Company HQ            | Средневековые руины включены в более позднее здание.                                             |
| Замок Данстер (англ. Dunster Castle)                      | замок                   | XIII—XIX вв.   | перестроен               |             | ENT !                 | Существующий дом датируется прибл. 1571 годом, с перестройками XVIII—XIX веков.                  |
| Замок Фарли-Хангерфорд (англ. Farleigh Hungerford Castle) | замок                   | XIV—XV вв.     | руины                    |             | EH !                  | На возвышенности над рекой Фром.                                                                 |
| Замок Ньютон-Сент-Лоу (англ. Newton St Loe Castle)        | укреплённая усадьба     | XIV в.         | фрагмент                 |             | Университет Бат Спа   | Большая башня и торхаус, перестроенны в XVI—XVII веках.                                          |
| Замок Нунни (англ. Nunney Castle)                         | четырёхугольный замок   | 1373           | руины                    |             | EH !                  | Башни изначально имели конические крыши, северная стена обрушилась в 1910 году.                  |
| Замок Стогарси (англ. Stogursey Castle)                   | мотт и бейли            | XI—XII вв.     | фрагментарные руины      |             | Landmark Trust        | Дом XVII века построен на развалинах замка.                                                      |
| Саттон-корт (англ. Sutton Court)                          | укреплённая усадьба     | XIV—XV вв.     | фрагмент                 |             | частные апартаменты   | Небольшая часть укреплённой стены и башни включены в большой дом, отреставрирован в XIX веке.    |
| Замок Тонтон (англ. Taunton Castle)                       | шелл-кип                | XIII в.        | восстановлен             |             | HM !                  | Сейчас здесь располагается музей Сомерсета; здание близлежащего отеля включает остатки торхауса. |
| Замок Уолтон (англ. Walton Castle)                        | фальшивый замок         | 1615—1620      | восстановлен             |             | частная собственность | В XX веке переделан в частный особняк.                                                           |
| Епископский дворец (англ. Wells Bishop’s Palace)          | укреплённый дворец      | XIII—XIV вв.   | практически не повреждён |             | Церковь Англии        | Прилегает к кафедральному собору, резиденция епископа Бата и Уэллса.                             |

## Стаффордшир
| Название                                  | Тип          | Дата постройки | Состояние                | Изображение | Владение/ Доступ           | Примечания                                                                    |
| ----------------------------------------- | ------------ | -------------- | ------------------------ | ----------- | -------------------------- | ----------------------------------------------------------------------------- |
| Замок Олтон (англ. Alton Castle)          | замок        | XII—XIII вв.   | фрагментарные руины      |             | молодёжный центр           | Расположен на вершине утёса, участок частично занимает здание XIX века.       |
| Замок Каверсолл (англ. Caverswall Castle) | замок        | ок. 1275       | практически не повреждён |             | частная собственность      | Внутри построен особняк XVII века, обнесён рвом, стены и башни уменьшились.   |
| Замок Чартли (англ. Chartley Castle)      | мотт и бейли | XI—XIII вв.    | фрагментарные руины      |             | частная собственность      | В XIII веке преобразован в замковый комплекс, заброшен к 1485 году.           |
| Замок Экклсхолл (англ. Eccleshall Castle) | замок        | XIV в.         | фрагментарные руины      |             | частная собственность      | Руины частично включенны в дом прибл. 1695 года, перестроен в XX веке.        |
| Замок Стаффорд (англ. Stafford Castle)    | мотт и бейли | XI—XII вв.     | насыпь                   |             | / Районный совет Стаффорда | Средневековый донжон частично перестроен в XIX веке, а затем частично снесён. |
| Замок Стортон (англ. Stourton Castle)     | замок        | XIV—XV вв.     | фрагмент                 |             | частная собственность      | Руины частично включенны в более поздние постройки.                           |
| Замок Тамуэрт (англ. Tamworth Castle)     | шелл-кип     | XI—XII вв.     | перестроен               |             | местные власти             | Значительно перестроен в XVI—XVIII веках.                                     |
| Замок Татбери (англ. Tutbury Castle)      | мотт и бейли | XII—XV вв.     | фрагментарные руины      |             | HC !                       | Разграблен в 1647—1648 годах; фолли XIX века стоит на месте замка.            |

## Суррей
| Название                                | Тип            | Дата постройки | Состояние                | Изображение | Владение/ Доступ | Примечания                                                                            |
| --------------------------------------- | -------------- | -------------- | ------------------------ | ----------- | ---------------- | ------------------------------------------------------------------------------------- |
| Замок Фарнем (англ. Farnham Castle)     | донжон и бейли | XII в.         | практически не повреждён |             | EH !             | Шелл-кип ранее перестроен, часть засыпана землёй, часть реконструирована в XVII веке. |
| Замок Гилдфорд (англ. Guildford Castle) | донжон и бейли | XII—XIII вв.   | руины                    |             | местные власти   | Башня-крепость сохранилась, без крыши с прибл. XVII века.                             |

## Суффолк
| Название                                    | Тип                 | Дата постройки | Состояние           | Изображение | Владение/ Доступ      | Примечания                                                                                     |
| ------------------------------------------- | ------------------- | -------------- | ------------------- | ----------- | --------------------- | ---------------------------------------------------------------------------------------------- |
| Замок Банги (англ. Bungay Castle)           | донжон и бейли      | XII—XIII вв.   | фрагментарные руины |             | / Bungay Castle Trust | Заброшен прибл. в 1365 году.                                                                   |
| Замок Клэр (англ. Clare Castle)             | мотт и бейли        | XI в.          | фрагментарные руины |             | HC !                  | 16-метровая насыпь.                                                                            |
| Замок Ай (англ. Eye Castle)                 | мотт и бейли        | XI в.          | фрагментарные руины |             | HC !                  | Насыпь более 12 метров.                                                                        |
| Замок Фрамлингем (англ. Framlingham Castle) | замок               | XII в.         | руины               |             | EH !                  | В XVII—XIX веках использовался как богадельня.                                                 |
| Замок Меттингем (англ. Mettingham Castle)   | укреплённая усадьба | ок. 1342       | фрагментарные руины |             | частная собственность | Сохранился торхаус.                                                                            |
| Замок Орфорд (англ. Orford Castle)          | донжон              | 1165—1173      | руины               |             | EH !                  | Сохранилась уникальный многоугольный донжон.                                                   |
| Замок Уингфилд (англ. Wingfield Castle)     | замок               | ок. 1385       | фрагмент            |             | частная собственность | Сохранилась южная куртина, торхаус и восточный подъёмный мост, а также особняк XVI—XVII веков. |

## Тайн-энд-Уир
| Название                                    | Тип                   | Дата постройки | Состояние    | Изображение | Владение/ Доступ           | Примечания                                                                                         |
| ------------------------------------------- | --------------------- | -------------- | ------------ | ----------- | -------------------------- | -------------------------------------------------------------------------------------------------- |
| Замок Хилтон (англ. Hylton Castle)          | рыцарская башня       | ок. 1400       | руины        |             | EH !                       | Большой торхаус был присоединён к дому XVIII века, позже снесённому.                               |
| Замок Ньюкасл (англ. Newcastle Castle)      | донжон и бейли        | 1172—1177      | восстановлен |             | / Городской совет Ньюкасла | Сохранился донжон и торхаус.                                                                       |
| Олд Холлинсайд (англ. Old Hollinside)       | укреплённая усадьба   | XIII в.        | руины        |             |                            | На холме над рекой Деруэнт.                                                                        |
| Замок Равенсворт (англ. Ravensworth Castle) | четырёхугольный замок | XIV—XIX вв.    | руины        |             | частная собственность      | Две башни средневекового замка сохранились среди руин более позднего строения. Здание под угрозой. |
| Замок Тайнмут (англ. Tynemouth Castle)      | замок                 | XIII—XIV вв.   | руины        |             | EH !                       | Построен для защиты монастыря, переоборудован в артиллерийский замок в XVI веке.                   |

## Уилтшир
| Название                                         | Тип                        | Дата постройки | Состояние           | Изображение | Владение/ Доступ    | Примечания                                                                                             |
| ------------------------------------------------ | -------------------------- | -------------- | ------------------- | ----------- | ------------------- | --- |
| Замок Девизес (англ. Devizes Castle)             | нео-романтический замок    | XIX в.         | не повреждён        |             | частные апартаменты | Нынешнее здание возведено в 1842 году на месте важного средневекового замка, построенного в 1080 году. |
| Замок Лонгфорд (англ. Longford Castle)           | Дворцово-замковый комплекс | 1591           | Отреставрирован     |             | граф Рэднор         | Перестроен в XVIII веке.                                                                               |
| Замок Ладжершолл (англ. Ludgershall Castle)      | насыпь                     | XI—XIII вв.    | фрагментарные руины |             | EH !                | Сохранились остатки башни и обширного земляного вала.                                                  |
| Замок Старый Сарум (англ. Old Sarum Castle)      | мотт и бейли               | XI—XIII вв.    | фрагментарные руины |             | EH !                | На месте городища железного века.                                                                      |
| (Старый) замок Уордур (англ. Old Wardour Castle) | замок                      | ок. 1393       | руины               |             | EH !                | Перестроен в XVI—XVII веках, заменён палладианским новым замком с тем же названием.                    |

## Уорикшир
| Название                                  | Тип                   | Дата постройки | Состояние                | Изображение | Владение/ Доступ | Примечания |
| ----------------------------------------- | --------------------- | -------------- | ------------------------ | ----------- | ---------------- | --- |
| Замок Эстли (англ. Astley Castle)         | укреплённая усадьба   | XIII—XIV вв.   | каркас                   |             | Landmark Trust   | Перестроен в XV—XIX веках, отель до пожара в 1978 году. Современные жилые помещения построены внутри средневекового каркаса, лауреат премии Стирлинга 2013 года. |
| Замок Кенилуэрт (англ. Kenilworth Castle) | донжон и бейли        | XIII—XIV вв.   | руины                    |             | EH !             | Перестроен в XVI веке, в 1650 году заброшен. |
| Замок Макссток (англ. Maxstoke Castle)    | четырёхугольный замок | XIV—XV вв.     | практически не повреждён |             | NGS              | Бытовые постройки XV—XIX веков, окружены рвом и куртиной. |
| Замок Уорик (англ. Warwick Castle)        | замок                 | XIII—XV вв.    | не повреждён             |             | HH !             | 39-метровая башня Гая; жилой дом XVII века, реконструирован Энтони Сальвином после пожара.                                                                       |

## Уэст-Йоркшир
| Название                                   | Тип             | Дата постройки | Состояние           | Изображение | Владение/ Доступ      | Примечания                                                                                |
| ------------------------------------------ | --------------- | -------------- | ------------------- | ----------- | --------------------- | ----------------------------------------------------------------------------------------- |
| Замок Добройд (англ. Dobroyd Castle)       | фальшивый замок | 1866—1869      | не повреждён        |             | детский центр         | Архитектор Джон Гибсон.                                                                   |
| Замок Харвуд (англ. Harewood Castle)       | рыцарская башня | XIV в.         | руины               |             | частная собственность | Башня практически не повреждена, включена в Харвуд-хаус.                                  |
| Замок Понтефракт (англ. Pontefract Castle) | замок           | XII—XIII в.    | фрагментарные руины |             | местные власти        | Королевский замок, выдержал три осады во время Английской революции, впоследствии снесён. |
| Замок Сандал (англ. Sandal Castle)         | мотт и бейли    | XII в.         | фрагментарные руины |             | HC !                  | Хорошо сохранившиеся земляные валы.                                                       |

## Уэст-Мидлендс
| Название                             | Тип            | Дата постройки     | Состояние           | Изображение | Владение/ Доступ | Примечания                                                                                               |
| ------------------------------------ | -------------- | ------------------ | ------------------- | ----------- | ---------------- | --- |
| Замок Дадли (англ. Dudley Castle)    | донжон и бейли | ок. 700 или 1070/1 | руины               |             | Зоопарк Дадли    | Заброшен в 1647 году, позже перестроен; обитаем до пожара в 1750 году; частично восстановлен в XIX веке. |
| Замок Калудон (англ. Caludon Castle) | замок          | XIII в.            | фрагментарные руины |             | местные власти   | Сохранилась часть стены из песчаника.                                                                    |

## Уэст-Сассекс
| Название                                        | Тип                 | Дата постройки | Состояние           | Изображение | Владение/ Доступ      | Примечания                                                                                                   |
| ----------------------------------------------- | ------------------- | -------------- | ------------------- | ----------- | --------------------- | --- |
| Замок Амберли (англ. Amberley Castle)           | замок               | 1377—1382      | частично обитаем    |             | отель                 | Реконструирован в XVI веке и позже; включает в себя усадьбу XII века, герса в рабочем состоянии.             |
| Замок Арундел (англ. Arundel Castle)            | донжон и бейли      | XII—XIII вв.   | отреставрирован     |             | герцог Норфолк        | Реконструирован в 1791—1815 и 1890—1903 годах.                                                               |
| Замок Брамбер (англ. Bramber Castle)            | донжон и бейли      | XI—XII вв.     | фрагментарные руины |             | EH !                  | Командная позиция, сохранились насыпь и фрагмент стены.                                                      |
| Замок Халнакер (англ. Halnaker House)           | укреплённая усадьба | XIII—XIV вв.   | руины               |             | частная собственность | Перестроен в XVIII веке, разрушен в 1880-х годах; позднее заменён более поздней усадьбой с тем же названием. |
| (Старый) замок Кнепп (англ. (Old) Knepp Castle) | донжон              | 1214           | руины               |             | частная собственность | Ров XI века, донжон построен в 1214 году; бо́льшая чать снесена в 1726 году.                                  |

## Хартфордшир
| Название                                     | Тип          | Дата постройки | Состояние           | Изображение | Владение/ Доступ | Примечания                                                          |
| -------------------------------------------- | ------------ | -------------- | ------------------- | ----------- | ---------------- | ------------------------------------------------------------------- |
| Замок Беркхамстед (англ. Berkhamsted Castle) | мотт и бейли | XI—XIII вв.    | фрагментарные руины |             | EH !             | Двойной ров. Необитаем с 1495 года.                                 |
| Замок Хартфорд (англ. Hertford Castle)       | мотт и бейли | XI—XII вв.     | фрагменты           |             | местные власти   | Сохранился торхаус XV века, перестроен и расширен в XVIII—XX веках. |

## Херефордшир
| Название                                            | Тип                     | Дата постройки | Состояние           | Изображение | Владение/ Доступ      | Примечания |
| --------------------------------------------------- | ----------------------- | -------------- | ------------------- | ----------- | --------------------- | --- |
| Замок Брамптон Брайан (англ. Brampton Bryan Castle) | замок                   | XIII—XIV вв.   | руины               |             | частная собственность | Сохранился торхаус. |
| Замок Клиффорд (англ. Clifford Castle)              | мотт и бейли            | XI—XIII вв.    | фрагменты           |             | частная собственность | Здание под урозой. |
| Замок Крофт (англ. Croft Castle)                    | четырёхугольный замок   | XIV в.         | перестроен          |             | ENT !                 | Переделан в особняк в XVI—XVII веках.                                                                                   |
| Замок Даунтон (англ. Downton Castle)                | нео-романтический замок | ок. 1774—1778  | не повреждён        |             | частная собственность | Перестроен и расширен в 1860—1870 годах.                                                                                |
| Замок Истнор (англ. Eastnor Castle)                 | нео-романтический замок | 1811—1820      | не повреждён        |             | HH !                  | Архитектор Роберт Смёрк.                                                                                                |
| Замок Гудрич (англ. Goodrich Castle)                | концентрический замок   | XII—XIII вв.   | руины               |             | EH !                  | Частично снесён во время Английской революции.                                                                          |
| Замок Хэмптон-корт (англ. Hampton Court)            | укреплённая усадьба     | 1427           | не повреждён        |             | HH !                  | Перестроен в 1830—1840-е годы.                                                                                          |
| Кентчерч-корт (англ. Kentchurch Court)              | укреплённая усадьба     | XIV в.         | фрагмент            |             | HH !                  | Сохранились средневековая башня и торхаус, остальное в значительной степени перестроено Джоном Нэшем в 1795—1807 годах. |
| Замок Киннерсли (англ. Kinnersley Castle)           | замок                   | XIII в.        | перестроен          |             | HH !                  | На месте средневекового замка стоит дом XVI—XVII веков.                                                                 |
| Замок Лонгтаун (англ. Longtown Castle)              | донжон и бейли          | XII—XIII вв.   | фрагментарные руины |             | EH !                  | Круглый донжон. |
| Замок Пембридж (англ. Pembridge Castle)             | донжон и бейли          | XII—XIII вв.   | частично обитаем    |             | частная собственность | Реконструирован в XX веке.                                                                                              |
| Замок Снодхилл (англ. Snodhill Castle)              | донжон и бейли          | XI—XIV вв.     | фрагментарные руины |             | HAL !                 | [ 391 ] |
| Замок Треаго (англ. Treago Castle)                  | укреплённая усадьба     | XV—XVI вв.     | восстановлен        |             | частная собственность | Перестроен в XVII—XIX веках.                                                                                            |
| Замок Вигмор (англ. Wigmore Castle)                 | донжон и бейли          | XI—XIV вв.     | фрагментарные руины |             | EH !                  | Частично разобран в 1643 году.                                                                                          |
| Замок Уилтон (англ. Wilton Castle)                  | замок                   | XIII в.        | фрагментарные руины |             | HC !                  | Остатки средневекового замка включены в здание XIX века.                                                                |

## Чешир
| Название                                   | Тип                     | Дата постройки | Состояние                | Изображение | Владение/ Доступ         | Примечания |
| ------------------------------------------ | ----------------------- | -------------- | ------------------------ | ----------- | ------------------------ | --- |
| Замок Бистон (англ. Beeston Castle)        | замок                   | XIII—XIV вв.   | руины                    |             | EH !                     | Расположен на скале над Чеширской равниной, внешний торхаус построен в XIX веке.                                |
| Замок Честер (англ. Chester Castle)        | донжон и бейли          | XII в.         | фрагмент                 |             | EH !                     | Башня Агриколы — единственная часть средневекового замка, пережившая пожар в XVIII веке.                        |
| Замок Чамли (англ. Cholmondeley Castle)    | нео-романтический замок | 1801—1819      | не повреждён             |             | маркиз Чамли             | Превращён в замок Робертом Смёрком в 1817—1819 годах.                                                           |
| Замок Доддингтон (англ. Doddington Castle) | рыцарская башня         | ок. 1403       | практически не повреждён |             | частная собственность    | Также известен как Делвз-холл. Строение под угрозой.                                                            |
| Замок Холтон (англ. Halton Castle)         | замок                   | XIII в.        | фрагментарные руины      |             | герцогство Ланкастерское | Командная позиция, башня XIII века, здание суда XVIII века, фолли прибл. 1800 года.                             |
| Замок Пекфортон (англ. Peckforton Castle)  | нео-романтический замок | 1844—1850      | не повреждён             |             | отель                    | Спроектирован Энтони Сальвином; возможно, последняя серьёзно укреплённая усадьба, построенная в Великобритании. |

## Шропшир
| Название                                             | Тип                     | Дата постройки | Состояние           | Изображение | Владение/ Доступ      | Примечания                                                                                     |
| ---------------------------------------------------- | ----------------------- | -------------- | ------------------- | ----------- | --------------------- | ---------------------------------------------------------------------------------------------- |
| Замок Актон Бернелл (англ. Acton Burnell Castle)     | укреплённая усадьба     | XIII в.        | руины               |             | EH !                  | Каркас использовался как амбар в XVIII веке.                                                   |
| Замок Албербери (англ. Alberbury Castle)             | замок                   | XIII в.        | фрагментарные руины |             | HAL !                 | [ 402 ]                                                                                        |
| Замок Бриджнорт (англ. Bridgnorth Castle)            | донжон и бейли          | XII в.         | фрагментарные руины |             | HC !                  | Заброшен в 1645 году.                                                                          |
| Замок Бронкрофт (англ. Broncroft Castle)             | укреплённая усадьба     | XIV в.         | не повреждён        |             | частная собственность | Отремонтирован в XIX веке.                                                                     |
| Замок Чейни Лонгвилл (англ. Cheney Longville Castle) | укреплённая усадьба     | XIV—XVII вв.   | частично обитаем    |             | частная собственность | Здание под угрозой.                                                                            |
| Замок Клан (англ. Clun Castle)                       | донжон и бейли          | XIII в.        | фрагментарные руины |             | EH !                  | Руины донжона сохранились на одной стороне насыпи.                                             |
| Замок Хоптон (англ. Hopton Castle)                   | донжон и бейли          | XIV вв.        | руины               |             | HC !                  | [ 407 ]                                                                                        |
| Замок Ладлоу (англ. Ludlow Castle)                   | донжон и бейли          | XI—XIV вв.     | руины               |             | граф Поуис            | Один из важнейших замков на валлийской границе.                                                |
| Замок Мортон Корбет (англ. Moreton Corbet Castle)    | донжон                  | XII в.         | фрагментарные руины |             | EH !                  | Прилегают развалины здания XVI века.                                                           |
| Замок Кватфорд (англ. Quatford Castle)               | нео-романтический замок | ок. 1830       | не повреждён        |             | частная собственность | Рядом находятся остатки насыпи средневекового замка Кватфорд.                                  |
| Замок Ред (англ. Red Castle)                         | замок                   | XIII в.        | фрагментарные руины |             | HC !                  | Заросшие руины являются элементом ландшафтного дизайна Хокстонского парка. Здание под угрозой. |
| Замок Роутон (англ. Rowton Castle)                   | фальшивый замок         | XVIII—XIX вв.  | не повреждён        |             | отель                 | Замок возведён Джорджем Уайеттом на месте средневекового замка в 1809—1812 годах.              |
| Замок Шрусбери (англ. Shrewsbury Castle)             | замок                   | XII в.         | перестроен          |             | совет Шропшира        | Отремонтирован и расширен в 1642 веке, перестроен прибл. в 1790 году Томасом Телфордом.        |
| Замок Стоксей (англ. Stokesay Castle)                | укреплённая усадьба     | XIII—XIV вв.   | не повреждён        |             | EH !                  | Восстановлен в XIX веке.                                                                       |
| Замок Уоттлсборо (англ. Wattlesborough Castle)       | замок                   | XIII—XIV вв.   | фрагмент            |             | частная собственность | Рядом с Роутоном сохранилась донжон/башня, примыкающая к Уоттлсборо-холлу.                     |
| Замок Уитингтон (англ. Whittington Castle)           | донжон и бейли          | XII—XIII вв.   | фрагменты           |             | местное сообщество    | Сохранились башни торхауса.                                                                    |

## Эссекс
| Название                                  | Тип            | Дата постройки | Состояние                | Изображение | Владение/ Доступ | Примечания                                                                                               |
| ----------------------------------------- | -------------- | -------------- | ------------------------ | ----------- | ---------------- | --- |
| Замок Колчестер (англ. Colchester Castle) | башня-крепость | XI в.          | не повреждён             |             | местные власти   | Высота уменьшена в XVII веке.                                                                            |
| Замок Хадли (англ. Hadleigh Castle)       | замок          | XIII—XIV в.    | фрагментарные руины      |             | EH !             | [ 418 ]                                                                                                  |
| Замок Хедингем (англ. Hedingham Castle)   | башня-крепость | 1130—1140      | практически не повреждён |             | HH !             | Замок снесён в XVII веке, за исключением башни; интерьер хорошо сохранился, несмотря на пожар 1954 года. |
| Замок Уолден (англ. Walden Castle)        | донжон и бейли | XII в.         | фрагментарные руины      |             | HC !             | Сохранились руины донжона.                                                                               |